# 폭스바겐 그룹 아메리카
폭스바겐 그룹 아메리카(영어: Volkswagen Group of America)는 독일 폭스바겐 그룹 자동차 회사의 북미 사업 본부이자 자회사이다. 또한 아우디, 벤틀리, 람보르기니, 폭스바겐 등 6개 자동차 제조사를 담당하고 있으며, 추가적으로 부가티와 리막 자동차의 미국 독점 수입 및 유통을 맡고 있다. 또한 폭스바겐의 금융 서비스 및 신용 운영을 담당하는 VW 크레딧(Volkswagen Financial Services)을 통제한다. 이 회사는 레스턴, 버지니아에 본사를 두고 있다.
독일에 있는 모회사 폭스바겐 AG는 폭스바겐, 아우디, 벤틀리, 부가티, 람보르기니, 포르쉐, 세아트, 스코다, 폭스바겐 상용차 등 6개 유럽 국가의 8개 그룹 브랜드를 담당하고 있다.
2008년 3월 현재, VWoA는 동해안에서 서해안에 걸쳐 20개의 운영 시설을 보유하고 있으며, 주요 목표는 "점점 더 치열해지는 시장에서 경쟁력을 갖추고 각 등급에서 세계 표준을 세우는 매력적이고 안전하며 환경 친화적인 차량을 제공하는 것"이다.
2008년 7월 16일, 폭스바겐 AG는 1988년 폭스바겐 웨스트모어랜드 조립 공장 폐쇄 이후 처음으로 미국에 생산 시설을 건설할 계획을 발표했다. 폭스바겐 채터누가 조립 공장은 2011년 5월 24일에 가동을 시작했으며, 초기에는 미국 사양의 폭스바겐 파사트를 생산했고 2017년에는 폭스바겐 아틀라스 생산을 시작했다.
2024년 12월 12일부로 키엘 그루너가 VWoA의 새로운 CEO가 되었으며, 파블로 디 시는 자신의 요청으로 자리에서 물러났다.

## 역사

### 설립
1955년 10월 잉글우드 클리프스, 뉴저지에 설립되어 미국 내 딜러십 서비스를 표준화하는 데 주력했으며, 칼 한 박사의 지휘 아래 1965년에는 미국 내 폭스바겐 딜러 수가 909개로 늘었다. 그와 그의 후임인 폭스바겐 아메리카 사장 J. 스튜어트 퍼킨스 밑에서 폭스바겐의 미국 판매량은 1970년에 569,696대로 사상 최고치를 기록했으며, 이때 폭스바겐은 미국 자동차 시장의 7%를 차지하고 천 개 이상의 미국 딜러십을 보유했다. 폭스바겐 비틀은 미국에서 이 회사의 베스트셀러였다.
그러나 1970년대 이후 미국 및 일본 자동차 제조업체들의 치열한 경쟁으로 인해 폭스바겐의 미국 판매량은 1970년에서 1992년 사이에 87%나 감소했다. 이는 1975년에 비틀과 그 후방 엔진 공랭식 모델들을 대체할 새로운 전륜 구동 모델들이 도입되었음에도 불구하고 발생했다. 그 결과, 미국 내 딜러십 수는 1990년대 중반까지 630개로 줄었다. 2007년 현재 미국에는 596개의 폭스바겐 딜러십이 운영 중이었다.

### 웨스트모어랜드와 오번힐스
VWoA는 1978년 뉴 스탠튼, 펜실베이니아 근처에 폭스바겐 웨스트모어랜드 조립 공장을 준공했다. 이것은 외국 자동차 제조업체가 미국에서 자동차를 생산하는 최초의 현대적인 시도였다. 1988년에 공장은 폐쇄되었다. 1980년대 초 제조 부문과 판매 부문이 합병되었고, 그 결과 폭스바겐 아메리카는 트로이, 미시간으로 이전했으며, 1991년에는 오번힐스, 미시간에 정착했다 (북위 42° 38′ 43.2″ 서경 83° 12′ 55.4″ / 북위 42.645333°  서경 83.215389° ).

### 1990년대의 불확실성
폭스바겐 아메리카의 판매량은 1993년에 최저점을 찍었으며, 그해 5만 대 미만의 차량이 판매되었다. 이듬해 골프와 제타 3세대의 출시로 판매량은 회복되기 시작했다. 10년이 끝날 무렵, 효과적인 광고와 1998년 뉴 비틀을 포함한 더 경쟁력 있는 신제품 출시 덕분에 폭스바겐 브랜드는 다시 확고한 기반을 다졌다. 폭스바겐 아메리카는 2001년에 355,648대의 차량을 판매하여 1973년 이후 최고의 해를 기록했다.

### 2000년대
2000년대에는 경쟁, 품질 문제 및 제품 출시 지연으로 판매가 다소 주춤했으며, 2005년 폭스바겐의 미국 판매량은 224,195대에 불과했다. 이는 4년 전보다 약 37% 감소한 수치였다. 2006년 및 2007년 모델 연도의 파사트, 래빗, GTI와 같은 신모델의 출시로 2006년 판매량은 4.9% 증가한 235,140대를 기록했다. 그러나 수익성은 여전히 문제였다. 폭스바겐 아메리카는 2002년 이후 모회사에 이익을 내지 못했다. 2007년 1월, 폭스바겐 아메리카 사장 아드리안 홀마크는 2~3년 내에 자회사를 수익성 있게 만들 계획이라고 공개적으로 밝혔다. 그는 북미 시장에 신모델을 도입하고 전체 브랜드뿐만 아니라 개별 차량을 포괄하는 새로운 마케팅을 개발하기를 희망했다. 스테판 야코비가 곧 그를 대체했으며, 폭스바겐 아메리카는 계속해서 새로운 제품을 라인업에 추가하는 것을 검토했다.
한편, 새로운 광고 대행사 크리스핀 포터+보그스키는 폭스바겐의 미국 내 입지를 다시 활성화하는 데 도움을 주었다. 5세대 GTI 광고는 뉴 비틀 출시 이후 볼 수 없었던 브랜드에 대한 관심을 불러일으켰고, 5세대 골프/래빗 해치백 광고는 해당 모델의 초기 강력한 판매로 이어졌다. 미국 환경보호청(USEPA)이 공포한 새로운 대기오염 규제로 인해 디젤 구동 폭스바겐 차량은 TDI-PD 기술을 사용하여 2006년 12월 31일 이후 더 이상 생산될 수 없었다. 2009년 모델 연도에는 커먼 레일 기술을 기반으로 하는 새로운 세대의 디젤 엔진이 도입되었다. 이들은 50개 주 전체의 대기오염 기준을 충족할 수 있었다. 이 장치 중 첫 번째는 2008년 8월에 판매되었다. 폭스바겐은 그 첫 달에 2050대의 제타 세단 TDI와 361대의 제타 스포츠 왜건 TDI를 판매했다. 폭스바겐은 나중에 시스템 내부 소프트웨어의 회사 조작으로 인해 차량이 실험실 배기가스 테스트만 통과한 것으로 밝혀지자 미국 정부를 사기한 혐의로 세 건의 중죄로 기소되어 250억 달러의 벌금을 부과받았다.
2009년 10월, 인터퍼블릭 그룹의 도이치 로스앤젤레스 지점(유명 광고인 도니 도이치의 광고 회사)은 폭스바겐의 미국 광고 계정을 따냈다. 도이치가 아놀드 애드버타이징과 폭스바겐의 광고 사업을 놓고 경쟁한 지 14년 만이었다.

### 버지니아의 새 본사
2007년 9월 6일, 폭스바겐 아메리카는 북미 본사를 허든, 버지니아로 이전할 것이라고 발표했다. 폭스바겐 판매량은 미드 애틀랜틱 주와 양 해안 지역에서 특히 강세를 보인다. 회사는 고객 기반이 가장 강한 지역에 위치하는 것이 중요하다고 밝혔다. 현재 빅 스리 자동차 제조업체 국내 브랜드는 미국 중서부, 특히 회사가 이전에 위치했던 디트로이트 대도시권을 장악하고 있다.
폭스바겐 아메리카는 2008년 4월부터 오번힐스에서 허든으로 이전을 시작했다. 회사는 1,400명의 직원 중 600명은 콜센터 및 기술 서비스 직책으로 오번힐스에 남고, 400개 일자리는 버지니아로 이전될 것으로 예상했다. 미시간주 직원 중 약 150명이 허든으로 이동할 것으로 예상된다고 폭스바겐 아메리카 사장 겸 CEO인 스테판 야코비는 말했다. 나머지 400개 일자리는 감축될 예정이었다.
폭스바겐 아메리카가 이전지를 검토한 14개 지역 중 버지니아 주는 폭스바겐에게 고용 및 기타 다양한 할당량 충족 여부에 따라 6백만 달러의 인센티브를 제공했다.
폭스바겐은 2023년 북미 본사를 허든에서 레스턴, 버지니아로 이전했다.

### 신규 생산 공장
2008년 7월 15일, 헌츠빌, 앨라배마, 미시간주의 한 부지, 채터누가 간의 치열한 수개월간의 경쟁 끝에 회사의 감독 위원회는 채터누가를 새로운 공장 부지로 선정했다. 이 10억 달러 투자로 2011년 예정된 개장 시점까지 연간 약 15만 대의 차량 생산이 예상되었으며, 2018년까지 자동차 시장의 6% 이상을 차지하거나 2007년 미국에서 생산된 23만 대 외에 약 80만 대의 차량을 추가로 생산하려는 회사의 전략에서 중요한 역할을 할 것으로 예상되었다. 이 공장은 또한 폭스바겐 그룹 아메리카의 미국 내 제조 본부가 되었다. 공장은 2011년 5월 24일에 가동을 시작했다.

## 현재 미국 시설
2018년 3월 현재, 폭스바겐 그룹 아메리카는 미국 전역에 20개의 "운영 시설"을 보유하고 있다:
- 오번힐스, 미시간 – 고객 관계 및 애프터세일즈 지원 센터, 정보 기술 및 서비스
- 레스턴, 버지니아 – 본사
- 힐즈벌러 – VW 크레딧 센터
- 캘리포니아 벨몬트 – 전자 연구소 (ERL)
- 옥스나드 – 기술 센터
- 온타리오 (캘리포니아주) – 부품 유통 센터
- 샌디에고 – 항구/PPC
- 마리코파, 애리조나 – 시험장
- 골든 (콜로라도주) – VW 크레딧 센터 및 기술 센터
- 포트워스 – 부품 유통 센터
- 휴스턴 – 항구/PPC 및 부품 유통 센터
- 리버티빌 일리노이 – VW 크레딧 센터
- 플레전트 프레리, 위스콘신 – 부품 유통 센터
- 잭슨빌 – 부품 유통 센터
- 브런즈윅 – 항구/PPC
- 크랜버리 타운십, 뉴저지 – 부품 유통 센터
- 앨런데일, 뉴저지 – 기술 센터
- 잉글우드 클리프스, 뉴저지 – 제품 담당
- 데이비스빌, 로드아일랜드 – 항구/PPC
- 채터누가 – 폭스바겐 채터누가 조립 공장
- 우드클리프 레이크, 뉴저지 – 북동부 지역 사무소
- 로즈먼트 (일리노이주) – 중서부 지역 사무소
- 어빙 – 남부 중부 지역 사무소
- 알파레타 – 남동부 지역 사무소
- 웨스트레이크빌리지 – 태평양 지역 사무소

## 지역 사무소
- VW 캐나다 본사 - 에이잭스
- 폭스바겐 파이낸스 캐나다 - 퀘벡 생로랑

## 브랜드

### 폭스바겐

#### 현재 모델
다음은 미국 시장에서 현재 판매 중인 모델 목록이다:
| 세단                                                      |
| --------------------------------------------------------- |
| 제타                                                      |
| SUV                                                       |
| 티구안 · 아틀라스 · 아틀라스 크로스 스포츠 ·타오스 · ID.4 |
| 퍼포먼스                                                  |
| 골프 GTI · 골프 R                                         |
| 미니밴                                                    |
| ID. 버즈                                                  |

#### 판매량
미국 시장에서의 연도별 신차 판매 총량은 다음과 같다:
| 캘린더 연도 | 미국 총 판매량 |
| ----------- | -------------- |
| 1970        | 569,696        |
| 1997        | 137,885        |
| 1998        | 219,679        |
| 1999        | 315,563        |
| 2000        | 355,479        |
| 2001        | 355,648        |
| 2002        | 338,125        |
| 2003        | 302,686        |
| 2004        | 256,111        |
| 2005        | 224,195        |
| 2006        | 235,140        |
| 2007        | 230,572        |
| 2008        | 223,128        |
| 2009        | 213,454        |
| 2010        | 256,830        |
| 2011        | 324,402        |
| 2012        | 438,133        |
| 2013        | 407,704        |
| 2014        | 366,970        |
| 2015        | 349,440        |
| 2016        | 322,948        |
| 2017        | 339,676        |
| 2018        | 354,064        |
| 2019        | 363,322        |
| 2020        | 325,784        |
| 2021        | 375,030        |
| 2022        | 301,069        |
| 2023        | 329,029        |

### 아우디

#### 현재 생산 중인 아우디의 차종
다음은 미국 시장에서 현재 판매 중인 아우디 모델 목록이다:
- A3 세단
- A4 세단 및 올로드
- A5 쿠페, 카브리올레 및 스포트백
- A6 세단 및 올로드
- A7 스포트백
- A8 세단
- Q3 SUV
- Q4 e-트론 SUV 및 스포트백
- Q5 SUV 및 스포트백
- Q7 SUV
- Q8 SUV
- S3 세단
- S5 쿠페, 카브리올레 및 스포트백
- S6 세단
- S7 스포트백
- S8 세단
- SQ5 SUV 및 스포트백
- SQ7 SUV
- SQ8 SUV
- e-트론 GT
- e-트론 SUV 및 스포트백

#### 아우디 스포트
다음은 미국 시장에서 현재 판매 중인 아우디 스포트 모델 목록이다:
- RS 3 세단
- RS 5 쿠페 및 스포트백
- RS 6 아방
- RS 7 스포트백
- RS e-트론 GT
- RS Q8 SUV

#### 판매량
| 캘린더 연도 | 미국 총 판매량 |
| ----------- | -------------- |
| 1995        | 18,124         |
| 1996        | 27,379         |
| 1997        | 34,160         |
| 1998        | 47,517         |
| 1999        | 65,959         |
| 2000        | 80,372         |
| 2001        | 83,283         |
| 2002        | 85,726         |
| 2003        | 86,421         |
| 2004        | 77,917         |
| 2005        | 83,066         |
| 2006        | 90,116         |
| 2007        | 93,506         |
| 2008        | 87,760         |
| 2009        | 82,716         |
| 2010        | 101,629        |
| 2011        | 117,570        |
| 2012        | 139,310        |
| 2013        | 158,061        |
| 2014        | 182,011        |
| 2015        | 202,202        |
| 2016        | 210,213        |
| 2017        | 226,511        |
| 2018        | 223,323        |

### 벤틀리

#### 현재 생산 모델
다음은 미국 시장에서 현재 판매 중인 모델 목록이다:
- 플라잉 스퍼
- 컨티넨탈 GT 쿠페
- 컨티넨탈 GT 컨버터블
- 벤테이가

### 람보르기니

#### 현재 생산 모델
다음은 미국 시장에서 현재 판매 중인 모델 목록이다:
- 우루스

### 부가티
부가티 브랜드로 판매되는 유일한 신차는 시론이다.

## 같이 보기
- 독일의 자동차 목록
- 폭스바겐 그룹
- 폭스바겐 그룹 중국
- 폭스바겐 두 브라질